# 봉쇄수도원 카르투시오
《봉쇄수도원 카르투시오》(The Carthusian Cloistered Monastery)는 한국에서 제작된 김동일 감독의 2020년 다큐멘터리 영화이다.
대한민국 경상북도 상주에 위치한, 아시아에서 하나뿐인 카르투시오 봉쇄수도원에 관하여 이야기한다.

## 제작진
- 촬영 : 신광연, 최헌민, 신동호
- 구성 : 박정미
- 책임프로듀서 : 이제헌
- 프로듀서 : 류송희
- 제작지원 : 김형진
- 사운드 : 김지용
- 특수효과 : 윤진성
- 디지털색보정 : 박진호
- 디지털색보정 : 박현진
- 배급/마케팅 총괄 : 남기웅
- 마케팅 책임 : 김민지
- 마케팅 홍보 : 임영주
- 예고편 : 김동현, 유태인, 장재영
- 온라인 마케팅 : 서유진, 남유경, 함지혜
- 온라인 디자인 : 김세린